# Mistrzostwa Polski w Biegach Narciarskich 2019
Mistrzostwa Polski w Biegach Narciarskich 2019 – zawody w biegach narciarskich, które zostały rozegrane w dniach 9-10 marca 2019. Pierwsza część Mistrzostw została rozegrana w Wiśle. 
Organizatorami mistrzostw byli Polski Związek Narciarski (PZN) i Śląsko Beskidzki Związek Narciarski.
Konkursy rozegrane w dniach 9–10 marca były jednocześnie zawodami Pucharu Kontynentalnego Slavic Cup. Startowali w nich także przedstawiciele innych krajów: Czech i Słowacji. 
Prawo startu w mistrzostwach Polski seniorów w konkurencjach biegowych mieli zawodnicy posiadający aktualną II klasę sportową, jak również posiadający licencje zawodnicze, badania lekarskie i ubezpieczenie. Zawody zostały przeprowadzone zgodnie z przepisami NRS oraz Wytycznymi Sportowymi PZN na sezon 2018/2019.

## Terminarz
| Data          | Miejscowość      | Godzina   | Konkurencja                               | Złoto                           | Srebro                       | Brąz                       | Źródło |
| ------------- | ---------------- | --------- | ----------------------------------------- | ------------------------------- | ---------------------------- | -------------------------- | ------ |
| 9 marca 2019  | Wisła            | 11:00 CET | Sprint stylem klasycznym kobiet           | Monika Skinder                  | Izabela Marcisz              | Eliza Rucka                | [ 1 ]  |
| 9 marca 2019  | Wisła            | 11:00 CET | Sprint stylem klasycznym mężczyzn         | Maciej Staręga                  | Dominik Bury                 | Kamil Bury                 | [ 2 ]  |
| 10 marca 2019 | Wisła            | 9:30 CET  | 10 km stylem dowolnym kobiet              | Izabela Marcisz                 | Magdalena Kobielusz          | Agata Warło                | [ 3 ]  |
| 10 marca 2019 | Wisła            | 10:30 CET | 15 km stylem dowolnym mężczyzn            | Dominik Bury                    | Mariusz Michałek             | Mateusz Chowaniak          | [ 4 ]  |
| 28 marca 2019 | Szklarska Poręba | CET       | Sprint drużynowy stylem dowolnym kobiet   | LKS Markam Wiśniowa Osieczany I | MKS Istebna                  | LKS Witów SKI Mszana Górna | [ 5 ]  |
| 28 marca 2019 | Szklarska Poręba | CET       | Sprint drużynowy stylem dowolnym mężczyzn | UKS Rawa Siedlce I              | MKS Istebna                  | AZS-AWF Katowice I         | [ 6 ]  |
| 29 marca 2019 | Szklarska Poręba | CET       | Sztafeta 4×5 km kobiet                    | LKS Markam Wiśniowa Osieczany   | LKS Witów SKI Mszana Górna 1 | UKS Rawa Siedlce           | [ 7 ]  |
| 29 marca 2019 | Szklarska Poręba | CET       | Sztafeta 4×7,5 km mężczyzn                | UKS Rawa Siedle 1               | UKS Regle Kościelisko        | AZS-AWF Katowice           | [ 8 ]  |
| 31 marca 2019 | Szklarska Poręba | CET       | 15 km stylem klasycznym kobiet            | Justyna Kowalczyk               | Urszula Łętocha              | Weronika Kaleta            | [ 9 ]  |
| 31 marca 2019 | Szklarska Poręba | CET       | 30 km stylem klasycznym mężczyzn          | Dominik Bury                    | Maciej Staręga               | Jan Antolec                | [ 10 ] |

## Wyniki Kobiet
| Pozycja | Zawodniczka         | Czas       |
| ------- | ------------------- | ---------- |
| 1./–    | Alena Procházková   | Finał      |
| 2./     | Monika Skinder      | Finał      |
| 3./     | Izabela Marcisz     | Finał      |
| 4./     | Eliza Rucka         | Finał      |
| 5./4.   | Agata Warło         | Finał      |
| 6./5.   | Magdalena Kobielusz | Finał      |
| 7./6.   | Marcelina Wojtyła   | 1/2 finału |
| 8./7.   | Ewelina Kołodziej   | 1/2 finału |
| 9./8.   | Klaudia Kołodziej   | 1/2 finału |
| 10./9.  | Karolina Kukuczka   | 1/2 finału |
| 11./10. | Anna Berezecka      | 1/2 finału |
| 12./11. | Kamila Gąsienica    | 1/2 finału |

| Pozycja | Zawodniczka         | Czas    | Strata  |
| ------- | ------------------- | ------- | ------- |
|         | Izabela Marcisz     | 28:08,7 | –       |
| 2./-    | Alena Procházková   | 29:29,1 | +1:20,4 |
| 3./     | Magdalena Kobielusz | 29:57,0 | +1:48,3 |
| 4./     | Agata Warło         | 30:20,4 | +2:11,7 |
| 5./4.   | Marcelina Wojtyła   | 31:44,1 | +3:35,4 |
| 6./5.   | Monika Skinder      | 32:00,6 | +3:51,9 |
| 7./6.   | Karolina Kukuczka   | 32:11,2 | +4:02,5 |
| 8./7.   | Ewelina Kołodziej   | 33:22,7 | +5:14,0 |
| 9./8.   | Sonia Miczołek      | 33:40,1 | +5:31,4 |
| 10./9.  | Klaudia Kołodziej   | 34:13,8 | +6:05,1 |

### Sprint drużynowy
Szklarska Poręba 28 marca 2019 r.
| Pozycja | Klub                             | Zawodniczki                            | Czas         | Strata |
| ------- | -------------------------------- | -------------------------------------- | ------------ | ------ |
|         | LKS Markam Wiśniowa Osieczany 1  | Urszula Łętocha Weronika Kaleta        | 24:01,26 min | –      |
|         | MKS Istebna                      | Karolina Kukuczka Marcelina Wojtyła    | 25:55,07 min |        |
|         | LKS Witów SKI Mszana Górna       | Ewelina Kołodziej Klaudia Kołodziej    | 26:32,54 min |        |
| 4.      | LKS Markam Wiśniowa Osieczany II | Iwona Piekarz Karolina Kaleta          | 26:57,38 min |        |
| 5.      | MKS Halicz Ustrzyki Dolne        | Luiza Motyka Andżelika Szyszka         | 27:12,29 min |        |
| 6.      | NKS Trójwieś Beskidzka           | Agata Warło Ewa Gazur                  | 28:01,26 min |        |
| 7.      | UKS Rawa Siedlce 1               | Joanna Bronisz Justyna Stefaniuk       | 28:35,04 min |        |
| 8.      | MKS Karkonosze 2                 | Aleksandra Mikołajczyk Natalia Wysocka | 29:38,28 min |        |
| 9.      | UKS Rawa Siedlce 2               | Monika Sołoniewicz Anna Bielecka       | 30:14,58 min |        |
| 10.     | MKS Karkonosze 1                 | Kinga Mareczek Róża Łyjak              | 31:25,17 min |        |

### Sztafeta
Szklarska Poręba 29 marca 2019 r.
| Pozycja | Klub                          | Zawodniczki                                                          | Czas                                                             | Strata |
| ------- | ----------------------------- | -------------------------------------------------------------------- | ---------------------------------------------------------------- | ------ |
|         | LKS Markam Wiśniowa Osieczany | Urszula Łętocha Iwona Piekarz Weronika Kaleta Karolina Kaleta        | 1:16:20,08 h 17:09,54 min 21:50,88 min 17:30,92 min 19:48,74 min |        |
|         | LKS Witów SKI Mszana Górna 1  | Magdalena Murzyn Klaudia Kołodziej Julia Demkowska Ewelina Kołodziej | 1:21:02,47 h 20:56,26 min 20:20,56 min 20:19,24 min 19:26,47 min |        |
|         | UKS Rawa Siedlce              | Joanna Bronisz Anna Bielecka Justyna Stefaniuk Anna Staręga          | 1:24:34,75 h 21:17,44 min 22:42,08 min 19:58,87 min 20:36,36 min |        |
| 4.      | MKS Halicz Ustrzyki Dolne     | Oliwia Buśko Andżelika Szyszka Luiza Motyka Emilia Kwaśnik           | 1:25:19,72 h 21:03,69 min 19:26,02 min 21:35,59 min 23:14,42 min |        |
| 5.      | MKS Karkonosze                | Natalia Wysocka Jagienka Czubernat Aleksandra Mikołajczyk Róża Łyjak | 1:30:14,18 h 21:09,46 min 23:14,10 min 22:21,46 min 23:29,16 min |        |
| 6.      | LKS Witów SKI Mszana Górna 2  | Aleksandra Kołodziej Justyna Śliwa Gabriela Dawiec Edyta Zięba       | 1:38:31,52 h 22:21,83 min 25:46,70 min 22:04,97 min 28:18,02 min |        |

### 15 km
Szklarska Poręba 31 marca 2019 r.
| Pozycja | Zawodniczka         | Czas         | Strata        |
| ------- | ------------------- | ------------ | ------------- |
|         | Justyna Kowalczyk   | 43:16,03 min | –             |
|         | Urszula Łętocha     | 46:26,52 min | +3:09,49 min  |
|         | Weronika Kaleta     | 49:10,98 min | +5:54,95 min  |
| 4.      | Agata Warło         | 49:32,26 min | +6:16,23 min  |
| 5.      | Magdalena Kobielusz | 48:27,5 min  | +7:24,05 min  |
| 6.      | Marcelina Wojtyła   | 52:47,46 min | +9:31,43 min  |
| 7.      | Andżelika Szyszka   | 54:16,89 min | +11:00,86 min |
| 8.      | Klaudia Kołodziej   | 58:03,43 min | +14:47,40 min |
| 9.      | Anna Żółtak         | 1:01:58,68 h | +18:42,65 min |
| 10.     | Anna Bielecka       | 1:03:27,85 h | +20:11,82 min |

## Wyniki Mężczyzn
| Pozycja | Zawodniczka         | Czas       |
| ------- | ------------------- | ---------- |
|         | Maciej Staręga      | Finał      |
|         | Dominik Bury        | Finał      |
|         | Kamil Bury          | Finał      |
| 4.      | Łukasz Bachleda     | Finał      |
| 5.      | Robert Bugara       | Finał      |
| 6.      | Krzysztof Małkiński | Finał      |
| 7.      | Sebastian Bryja     | 1/2 finału |
| 8.      | Arkadiusz Posiadała | 1/2 finału |
| 9.      | Piotr Sobiczewski   | 1/2 finału |
| 10.     | Wiktor Czaja        | 1/2 finału |
| 11.     | Michał Boreczek     | 1/2 finału |
| 12.     | Bartosz Cielniak    | 1/2 finału |

| Pozycja | Zawodniczka         | Czas    | Strata  |
| ------- | ------------------- | ------- | ------- |
|         | Dominik Bury        | 38:50,6 | –       |
|         | Mariusz Michałek    | 42:04,9 | +3:14,3 |
|         | Mateusz Chowaniak   | 42:05,5 | +3:15,9 |
| 4.      | Marcin Rzeszótko    | 43:55,5 | +5:04,9 |
| 5.      | Krzysztof Małkiński | 44:51,1 | +6:00,5 |
| 6.      | Wiktor Czaja        | 45:30,7 | +6:40,1 |
| 7.      | Michał Boreczek     | 45:44,3 | +6:53,7 |
| 8.      | Piotr Sobiczewski   | 45:48,6 | +6:58,0 |
| 9.      | Łukasz Bachleda     | 45:51,6 | +7:01,0 |
| 10.     | Łukasz Marmoł       | 46:17,2 | +7:26,6 |

### Sprint drużynowy
Szklarska Poręba 28 marca 2019 r.
| Pozycja | Klub                  | Zawodniczki                        | Czas         | Strata |
| ------- | --------------------- | ---------------------------------- | ------------ | ------ |
|         | UKS Rawa Sieldce 1    | Paweł Klisz Maciej Staręga         | 20:12,97 min | –      |
|         | MKS Istebna           | Dominik Bury Kamil Bury            | 20:22,82 min |        |
|         | AZS-AWF Katowice 1    | Kacper Antolec Jan Antolec         | 20:58,09 min |        |
| 4.      | UKS Regle Kościelisko | Robert Bugara Sebastian Bryja      | 22:03,38 min |        |
| 5.      | MKS Karkonosze 1      | Michał Boreczek Michał Skowron     | 23:03,00 min |        |
| 6.      | UKS Rawa Siedlce 2    | Maciej Krajcer Piotr Sobiczewski   | 23:05,93 min |        |
| 7.      | UKS Rawa Sieldce 4    | Michał Okniński Daniel Iwanowski   | 23:49,00 min |        |
| 8.      | AZS-AWF Katowice 2    | Mateusz Szczotka Wojciech Pelczar  | 24:13,15 min |        |
| 9.      | UKS Rawa Sieldce 3    | Kacper Pietrak Arkadiusz Posiadała | 25:21,74 min |        |
| 10.     | MKS Karkonosze 2      | Denis Gawlik Maciej Zdziechowski   | 26:24,59 min |        |

### Sztafeta
Szklarska Poręba 29 marca 2019 r.
| Pozycja | Klub                  | Zawodniczki                                                       | Czas                                                             | Strata |
| ------- | --------------------- | ----------------------------------------------------------------- | ---------------------------------------------------------------- | ------ |
|         | UKS Rawa Siedlce 1    | Daniel Iwanowski Maciej Staręga Piotr Sobiczewski Paweł Klisz     | 1:36:24,31 h 24:23,92 min 23:24,22 min 24:55,34 min 23:40,83 min |        |
|         | UKS Regle Kościelisko | Robert Bugara Mateusz Chowaniak Marcin Rzeszótko Łukasz Bachleda  | 1:38:09,97 h 24:06,43 min 23:49,40 min 24:20,69 min 25:53,45 min |        |
|         | AZS-AWF Katowice      | Jan Antolec Dawid Bril Wojciech Pelczar Kacper Antolec            | 1:40:29,97 h 23:05,64 min 27:30,13 min 25:46,49 min 24:07,71 min |        |
| 4.      | MKS Karkonosze        | Maciej Zdziechowski Michał Skowron Adrian Cheba Michał Boreczek   | 1:50:36,50 h 27:19,70 min 24:25,08 min 30:12,08 min 28:19,64 min |        |
| 5.      | UKS Rawa Siedlce 2    | Arkadiusz Posiadała Kacper Pietrak Michał Okniński Maciej Krajcer | 1:59:20,63 h 27:04,59 min 32:35,86 min 29:50,38 min 29:49,80 min |        |

### 30 km
Szklarska Poręba 31 marca 2019 r.
| Pozycja | Zawodniczka        | Czas         | Strata        |
| ------- | ------------------ | ------------ | ------------- |
|         | Dominik Bury       | 1:22:06,19 h | –             |
|         | Maciej Staręga     | 1:22:30,47 h | +24,28 s      |
|         | Jan Antolec        | 1:22:35,33 h | +29,14 s      |
| 4.      | Paweł Klisz        | 1:22:58,98 h | +52,79 s      |
| 5.      | Mateusz Chowaniak  | 1:25:21,98 h | +3:15,79 min  |
| 6.      | Michał Skowron     | 1:27:04,23 h | +4:58,04 min  |
| 7.      | Mateusz Haratyk    | 1:31:46,85 h | +9:40,66 min  |
| 8.      | Bogusław Gracz     | 1:33:27,95 h | +11:21,76 min |
| 9.      | Wojciech Pelczar   | 1:34:14,90 h | +12:08,71 min |
| 10.     | Robert Paszkiewicz | 1:47:50,39 h | +25:44,20 min |